# Diatoma
Diatoma – rodzaj okrzemek z grupy Fragilariphyceae. Rodzaj jest stosunkowo mało liczny w gatunki, a niektóre z nich mogą mieć dużą rozpiętość cech diagnostycznych.
Okrzemki o różnych rozmiarach. Skorupki nie mają rafy (szczeliny). Pancerzyki widziane z góry mają kształt od eliptycznego do liniowego, przy czym końce górny (apikalny) i dolny (bazalny) są równomiernie szerokie. W widoku z boku (od pasa obwodowego) prostokątne – kwadratowe lub wydłużone i nigdy nie są klinowate, choć czasem lekko zaokrąglone. Ornamentacja okrywy to masywne żebra i delikatne prążki.
Poszczególne osobniki łączą się w zamknięte lub zygzakowate łańcuszki.
Ze względu na specyficzny cykl życiowy rozmiary okrzemek tego samego gatunku mogą się znacznie różnić, przykładowo – D. vulgaris osiąga rozmiar 8–75 μm długości przy 7–18 μm szerokości. Niektóre gatunki są bardziej wydłużone, np. D. tenuis osiąga 22–120 μm długości przy 2–5 μm szerokości, a inne mogą przybierać formy z grubsza kwadratowe – np. D. mesodon osiąga 10–40 μm długości przy 6–14 μm szerokości – lub okrągłe (D. moniliformis ssp. ovalis).
Niektóre gatunki występują w wodach ubogich w sole mineralne, często górskich (np. D. anceps), podczas gdy inne w wodach słonawych i żyznych (np. D. problematica). Jedne mają bardziej wąski zakres występowania, podczas gdy niektóre (np. D. tenuis) występują w różnych typach wód (także przybrzeżnych morskich) i w różnych zespołach organizmów (epifity, fitobentos, fitoplankton).
Podobnym z wyglądu rodzajem jest Meridion, jednak odróżnia się klinowatym kształtem w widoku od strony pasa obwodowego.
Nazwy Diatoma użył Augustin Pyramus de Candolle w publikacji z 1805 roku z epitetem gatunkowym vulgare wskazującym na rodzaj nijaki. Jednak za poprawną nazwę uznana została nazwa użyta później przez Bory'ego, według którego ma ona rodzaj żeński (łącząc się z vulgaris).
Na początku 2020 roku w serwisie AlgaeBase zestawiono następujące gatunki o potwierdzonym statusie:
- Diatoma angusticostata
- Diatoma bottnica
- Diatoma constricta
- Diatoma densicostata
- Diatoma ehrenbergii
- Diatoma elongata
- Diatoma kalakulensis
- Diatoma maxima
- Diatoma mesolepta
- Diatoma moniliformis
- Diatoma nana
- Diatoma ochridana
- Diatoma polonica
- Diatoma problematica
- Diatoma rostrata
- Diatoma stellaris
- Diatoma stellata
- Diatoma tenuis
- Diatoma vulgaris

Ponadto w spisie tym znajdują się liczne podgatunki, odmiany i formy, czasem traktowane jak równoważne gatunkom taksony oraz taksony niegdyś uznawane za gatunki rodzaju Diatoma następnie uznane za synonimy innych, wcześniej opisanych gatunków (np. Diatoma anceps później utożsamiona z Odontidium anceps czy D. mesodon uznana za synonim Odontidium mesodon).